# Erik Poppe
Erik Poppe (Oslo, 24 giugno 1960) è un regista, sceneggiatore e produttore cinematografico norvegese.

## Biografia
Trascorre la sua infanzia tra il Portogallo e la Norvegia seguendo i trasferimenti lavorativi dei genitori. Intraprende la carriera di fotografo per la Reuters ma, rimanendo ferito in Colombia durante un reportage, decide di abbandonare la professione per dedicarsi al cinema. Prima direttore della fotografia, dopo anni di esperienza debutta come regista nel 1998.

## Filmografia
- Schpaaa (1998)
- Hawaii, Oslo (2004)
- DeUsynlige (2008)
- Mille volte Buona notte (Tusen ganger god natt) (2013)
- La scelta del re (Kongens Nei) (2016)
- Utøya 22. juli (2018)
- Utvandrarna (2021)

## Premi e riconoscimenti

### Premio Amanda
- 1999: Nominato al miglior film per Schpaaa
- 2005: Miglior film per Hawaii, Oslo
- 2005: Nominato a miglior regista per Hawaii, Oslo
- 2009: Nominato a miglior regista per DeUsynlige
- 2017: Nominato a miglior regista per La scelta del re
- 2018: Nominato a miglior regista per Utøya 22. juli

### Festival internazionale del cinema di Berlino
- 2018: - Nominato all'Orso d'oro per Utøya 22. juli

### Chicago International Film Festival
- 2013: Founder's Award per Mille volte Buona notte (Tusen ganger god natt)